# 教養
教養（きょうよう）とは、個人の人格や学習に結びついた知識や行いのこと。これに関連した学問や芸術、および精神修養などの教育、文化的諸活動を含める場合もある。

## 概説
一般に、独立した人間が持っているべきと考えられる一定レベルの様々な分野にわたる知識や常識と、古典文学や芸術などの文化に対する幅広い造詣が、品位や人格および、物事に対する理解力や創造力に結びついている状態を指す。
「教養」に相当するギリシア語は“パイデイア”であり、意味は「子供が教育係に指導されて身についたもの」のことである。英語ではcultureで「粗野な状態から耕された、人の手を経たもの」、ドイツ語ではBildungであって「つくられたもの」のこと。それぞれに教養の捉え方に対する文化的な差がある。
また、「教養」は、伝統的に、西欧の高等教育で扱われてきているリベラル・アーツに相当するものとしてもとらえられる。これもギリシア時代の自由人のための学問に起源を発する。しかし、現代の日本では「パンキョウ」（一“般教”養）という語に代表されるように、大学の専門課程よりも前の課程で習得されるべき広範な一般的基礎知識を指すに終始することが多い。
「あの人は教養がある」というように口語的に用いられる場合は、人付き合いや社交の場において、洗練された会話や身のこなしができる能力を示すことが多い。これには多分に人間的評価の意味が含まれており、逆に、「教養がない」という表現で常識のない人間や品位や人格に問題のある人間をそしることがある。
しかし、これらは必ずしも正確ではない。教養ある人間、すなわち、教養人が相応の尊敬を得るのは、単に知識が豊富な状態（博識）に留まらず、人間性という実を伴うためである。仮に、現状の知識が乏しいからといって、その状況は非難される性質ではない。知識を求めて学ぶことで品位と人格を高めようとする心構えが重要と考えられる。
ほかには、教養を市民的器量およびそのための自律や自己形成だと定義するものもある。

## 教養の変遷
教養の内容は時代・社会とともに変化する。また教養が成立するには社会の一定の範囲に共通の価値観が存在していることが必要である。以下に近代以前の伝統的な教養の例を挙げる。
- ヨーロッパの伝統的教養観は上流階級同士の社交界において洗練された振る舞いや会話を楽しむ能力、およびそれに必要な知識や文化的素養であった。バルダッサーレ・カスティリオーネの『宮廷人』(it:Il Cortegiano) がその規範とされている。
- 中国では科挙の権威を軸として、四書五経と漢詩に通じることが教養とされていた。また文人は文人画などの芸術を琴棋書画として嗜んでいた。
- 日本では古代中国の影響を強く受けるかたちで四書五経と漢詩は伝統的に重要視されてきた。また琴棋書画も嗜まれていた。やがて日本独特の諸芸や和歌がこれらと並ぶようになった。

上記のように、古典に通じ、ハイカルチャーを身につけることが伝統的な教養の重要な要素であったといえる。これらはいずれも人格向上の一助とされてきた。
近代以降は出版技術の発達に始まり、大衆の地位・経済力向上などによる普通教育制度の確立、マスメディアなどの普及により大衆が教養を身につける機会は増加していった。

## 日本近代の「教養」
明治初期に学制が定められ近代的な教育体系が創出されていったが、そこでは欧米の文物（特に科学技術など）を学ぶことが最優先とされた。日本の伝統的な教養の中心であった漢学は軽視され、欧米の教養であるギリシャ・ローマの古典に対してもそれほど関心は寄せられなかった。
日本で題名に「教養」と冠した書籍を探してみると、『国民の教養』（加藤咄堂、1901年）が古い例で『女子教育家庭教養法』（秋山七朗ほか、1902年）、『嬰児教養』（子女教養全書、下田歌子、1902年）、『人格と教養』（青年修養叢書、大原里靖、1907年）などの例がある。20世紀始めころに、子供を教え養う教育法という意味と、人格に結び付いた教養という意味と、両者の用法で使われていたことがうかがわれる。 
明治末から昭和戦前期の旧制高校では読書による人格形成を目標とする教養主義の傾向がみられた。西洋哲学が流行し、カントの『純粋理性批判』や西田幾多郎の『善の研究』などの哲学書、文芸書は当時の必読書であった。また、教養主義という学生文化の牽引には、総合雑誌が大きな役割を果たした。『中央公論』『改造』『経済往来（日本評論）』等の雑誌に載る論文が読まれた。こうした総合雑誌や難解な哲学書をときには原書で読み、学生同士で夜を徹して議論をすることもあった。全国から学生が集まり、寮で共同生活を送る旧制高校においてお互いに見栄を張る要素もあったが、共通の会話を成立させ、互いの向上を図るものでもあった。
夏目漱石は日本・中国・イギリスの古典、文芸に通じ、俳句や漢詩、書画もたしなむ教養人であった。漱石の周囲で育った阿部次郎、寺田寅彦らは個人の人格を重んじる立場で大正教養主義と呼ばれた。1938年、「現代人の現代的教養」を目的とした岩波新書が刊行されたが、岩波書店創業者の岩波茂雄も漱石門下であった。
河合栄治郎は軍部が台頭する暗い世相の中で、学生を教養主義に生きるべく、『学生に与う』『学生叢書』を刊行した。『学生叢書』は昭和戦前期の教養主義のマニュアル本とされた。
第二次世界大戦後、旧制高校が廃止され、かわりに大学の教養課程（教養部）ができたが、一種の人格の修練場であったかつての旧制高校の雰囲気・傾向は1970年代ごろまで続いた。『世界』『中央公論』『展望』『思想の科学』『朝日ジャーナル』『潮』などの総合雑誌を読むことが、学生の半数を超えるわけではないが（3割程度という）、規範文化という位置を持っていた。やがて大学の教養課程の科目は、一般教育科目を中心に、俗にパンキョウと呼ばれ、専門課程を迎える前に消極的に履修する必修科目群という扱いを受けることが多くなった。
1958–1960年に刊行された叢書『現代教養全集』（筑摩書房）から当時の教養観がうかがえる。全集の内容は、戦後の社会、戦争の記録、マスコミ、日本人論、友情・恋愛・結婚、文学、日本の近代、日本の文化、経済、教育、宇宙時代など諸般の事物におよぶ。ここでは、日本・欧米の古典に通じるとともに、現代の政治・経済・社会に及ぶ諸問題に一家言を持つような人（丸山真男、林達夫、桑原武夫など）が「教養人」だと考えられていたようである。
1960年代ごろまで大学でみられたこうした教養主義は、高等教育がマス段階になり大学が大衆化していった変化、ビジネス技術学などが導入され始めた変化、ホワイトカラー人口と農漁村人口が逆転した変化とともに廃れていった。それにともなって、文化が持つ3つの作用「適応」（適合や実用性）、「超越」（理想主義）、「自省」（自身の妥当性・正当性・正統性を自問すること）のうち、適応が肥大化し、超越・自省が衰退していったという。

## これからの教養
大規模な対話型講義は哲学や倫理などの学問に向いており、大学や高校、中学でそれが広く行われることになれば、学生は「自分自身で考える」ことを学ぶことになり、それは哲学的思考が広がっていくことを意味し、現在軽んじられていく一般教養の復興につながり、それは新しい「知」が生まれる可能性の期待と、「美徳」の再生の期待をはらむという。また大学がマス化していった結果、より高等な大学院・博士課程に教養を求める結果となっている。